# Глизе 581 c
Глизе 581 c (Gliese 581 c) — экзопланета в планетной системе звезды Глизе 581. В данной системе эта планета была обнаружена второй. Из известных планет системы Глизе 581 она является третьей по порядку, считая от звезды. Расстояние до Земли — около 20 световых лет. Глизе 581 с очень похожа на Землю по своим параметрам и вероятным условиям.

## История открытия
Планета 'Глизе 581 c была обнаружена в апреле 2007 года учёными Европейской южной обсерватории (ESO), работавшими в обсерватории Ла Силья (La Silla) в Чили. Группа использовала один из инструментов Европейской южной обсерватории — 3,6-метровый телескоп-спектрограф, предназначенный специально для поиска планет по изменениям в свечении звёзд на различных длинах волн (доплеровское смещение)

## Физические характеристики

### Размеры и параметры орбиты
Данные о существовании Глизе 581 c и о её массе были получены методом измерения радиальной скорости звёзд (метод Доплера). Масса планеты вычислялась по небольшим периодическим перемещениям Глизе 581 вокруг общего центра масс звезды и планет. Поскольку такое «шатание» звезды Глизе 581 является общим результатом влияния всех планет в системе, то вычисление массы Глизе 581 c зависело от присутствия других планет. Используя известную минимальную массу прежде обнаруженной Глизе 581 b и принимая во внимание существование Глизе 581 d, было установлено, что Глизе 581 c примерно в 5 раз массивнее Земли.
Метод, применённый при обнаружении планеты, не позволяет измерить её радиус. Поэтому оценки радиуса планеты пока основаны на предположениях. Если это скалистая планета с большим металлическим ядром, то её радиус приблизительно на 50 % больше, чем радиус Земли. Если же Глизе 581 c ледяная или водянистая планета-океан, то её размеры должны составлять чуть менее 2 размеров Земли. Реальная величина лежит между двумя пределами, вычисленными для моделей, описанных выше. Исходя из этого сила тяжести на поверхности экзопланеты составляет приблизительно 1,6 g.
Период обращения («год») Глизе 581 c составляет 13 земных дней. Планета удалена от звезды на расстояние около 11 млн км (тогда как Земля, для сравнения, находится на расстоянии 150 млн км от Солнца). В результате, несмотря на то что звезда Глизе 581 почти в три раза меньше нашего Солнца, на небе планеты её родное солнце выглядит в 20 раз больше нашего светила.
Из-за близости к звезде Глизе 581 c испытывает воздействие приливных сил и может располагаться к звезде всегда одной стороной либо вращаться в резонансе (как, например, Меркурий).

### Температура и поверхность
Зная светимость звезды Глизе 581 и учитывая расстояние от неё, можно вычислить предположительную температуру поверхности Глизе 581 c. Так, если альбедо (отражательная способность поверхности) этой планеты близко к альбедо Венеры (0,65), то температура на ней должна составлять около +3—5 °С. При земном альбедо (0,36) средняя температура экзопланеты будет около +40 °C. Фактическая температура на поверхности также зависит от свойств планетарной атмосферы. Согласно моделям считается, что у Глизе 581 c есть атмосфера, но из чего она состоит и каковы её свойства, пока сказать нельзя. Ожидается, что реальные средние температуры на планете достаточно высоки, например, соответствующее вычисление для «земной» атмосферы даёт среднюю температуру в +17 °C. При этом существует возможность того, что планета при своей массе обладает мощной атмосферой с высоким содержанием метана и углекислого газа и температура на поверхности намного выше (до +100 °C) вследствие парникового эффекта, как на Венере.
Глизе 581 c находится в пределах так называемой «зоны жизни», то есть на ней вполне могла бы существовать жидкая вода. Тем не менее, на данный момент нет прямых доказательств существования на ней водной поверхности. Метод спектрального анализа мог бы помочь (как в случае с HD 209458 b) в поисках следов водного пара в планетарной атмосфере, но только в том случае, если Глизе 581 c проходит непосредственно по линии взгляда между своей звездой и нашей планетой, что на данный момент не установлено.

## Будущие исследования
По своим параметрам и условиям Глизе 581 c представляет большой интерес для предстоящих исследований. Это одна из очень «ценных» находок среди экзопланет. Высказываются предположения, что данная планета в дальней перспективе, теоретически, может быть важным объектом будущих космических межзвёздных миссий.

## Интересные факты
Песня эстонской поп-певицы Лауры Пыльдвере «581 C» с альбома «Muusa» (2007) была вдохновлена планетой Глизе 581 c. Песня получила титул Радиохит года на Ежегодной премии эстонской поп-музыки в 2009 году.